# Spodnja Ročica
Spodnja Ročica je jednou ze 14 vesnic, které tvoří občinu Benedikt. V lednu 2017 žilo ve vesnici 119 obyvatel.

## Poloha, popis
Sídlo se rozkládá při západním okraji občiny Benedikt. Od severu k jihu jím protéká potok Ročica. Nadmořská výška území je zhruba od 260 do 320 m a celková rozloha je 1,7 km².
Sousedními sídly jsou:
na severu Zgornja Ročica a Drvanja, na východě Benedikt, na jihu Spodnji Žeravci a na západě Žice.